# Georges Belmont
Georges Belmont, geboren als Georges Pelorson (* 19. Juli 1909 in Belley, Bugey; † 26. Dezember 2008), war ein französischer Schriftsteller, Journalist und Literaturübersetzer. Er war ab Februar 1941 Jugend-Propagandadirektor des Vichy-Regimes für die deutsch besetzte Nord-Zone und von Juni 1942 bis März 1943 dessen stellvertretender Generalsekretär für die Jugend. In dieser Funktion versuchte er, die französischen Kinder und Jugendlichen am Vorbild der deutschen „Hitlerjugend“ zu organisieren.

## Biografie
Georges Pelorson war Sohn eines Lehrerpaares und wurde an der École normale supérieure (ENS) in Paris ausgebildet, in die er 1928 eintrat. Er stand u. a. in Kontakt mit Robert Brasillach, Thierry Maulnier, Samuel Beckett, André Gide und Jean Paulhan und war befreundet mit Henry Miller, dessen Romane er später übersetzte. Er arbeitete zeitweise in Dublin. 1935 wurde er Leiter einer britisch-französischen Schule in Neuilly-sur-Seine. Er vertrat ein ideologisches Profil, das von Antisemitismus, Antikommunismus und anti-freimauerischen Positionen geprägt war. Katholisch-konservative Gesellschaftskreise sah er als Gegner. Diese Ansichten verbreitete er in der Zeitschrift Volonté und im 1940 im Verlag Éditions du Chêne erschienenen Buch De l’enfant à la nation.
In der mit dem deutschen Nazi-Regime kollaborierenden Vichy-Regierung im Zweiten Weltkrieg bekleidete er eine exponierte Stellung in deren Propaganda-Apparat, die ihm den Beinamen „Baldur von Pelorson“ eintrug in Anspielung auf Hitlers „Reichsjugendführer“ Baldur von Schirach. Am 22. Juni 1941, dem Tag des Beginns des deutschen Überfalls auf die Sowjetunion, sprach er vor etwa 5000 Jugendlichen im Wagram-Saal und rief sie auf, dem Befehl von Marschall Pétain bedingungslos zu folgen. Dabei arbeitete er eng mit Georges Lamirand zusammen, mit dem er konkurrierte. 
Er gründete im August die „Équipes nationales“, deren Ziel es war, die französische Jugend gleichförmig und regimetreu zu organisieren. Zu diesem Zweck reiste er auf Anordnung von Pierre Laval im Frühling 1943 nach Nazi-Deutschland, um dort die „Hitlerjugend“ zu studieren und dieses Beispiel auf Frankreich zu übertragen. Während der Befreiung Frankreichs wurde er aufgrund von Kollaborationsvorwürfen verhaftet, im Lager Drancy interniert und nach einer ergebnislosen polizeilichen Befragung am 6. Februar 1945 entlassen. Anschließend wurde er mit anderen faschistischen Agitatoren auf einer Schwarzen Liste des Schriftstellerverbands gebrandmarkt, tauchte unter und nahm den neuen Namen Georges Belmont an, unter dem er ab 1947 als Journalist tätig war.
Nachdem er als Redakteur bei Paris Match gearbeitet hatte, gründete und redigierte er 1958 das Journal Jours de France. Er wurde Mitarbeiter des Verlags Éditions Robert Laffont und war zusammen mit Pierre Belfond Mitbegründer der Éditions Acropole. 1973 veröffentlichte er unter der Behauptung, er sei der erste gewesen, der mit Céleste Albaret über Marcel Prousts Sterben gesprochen habe, wider besseres Wissen die Memoiren von Marcel Prousts Haushälterin unter dem Titel Monsieur Proust. Georges Belmont blieb für sein Verhalten stets straflos.

## Werke

### Übersetzungen
Zu seinen Übersetzungen vom Englischen ins Französische zählen die Werke von Evelyn Waugh, Henry James, Henry Miller, Graham Greene, Anthony Burgess und Erica Jong.

### Literarisches Schaffen
Er schrieb zehn Romane und Gedichtsammlungen, arbeitete als Journalist und gründete das Hochglanzmagazin Jours de France. Seine eigene Autobiographie erschien im Jahr 2001.

## Publikationen in Auswahl
- Meine Jugend hat spät begonnen : Dialog mit Georges Belmont / Henry Miller. Aus dem Franz. von Widulind Clerc-Erle. Rowohlt TB-Verlag, Reinbek 1993, ISBN 978-3-499-13338-1
- Monsieur Proust : Erinnerungen seiner Haushälterin Céleste Albaret; aufgezeichnet von Georges Belmont ; aus dem Französischen von Margret Carroux. Hatsby, Zürich 2021, ISBN 978-3-311-24014-3
- Marilyn Monroe und die Kamera : 152 Fotografien aus den Jahren 1945–1962 und das berühmte Interview mit Georges Belmont. Schirmer/Mosel Verlag, München 2022, ISBN 978-3-8296-0952-4
- Souvenirs d’outre-monde : histoire d’une naissance, Calmann-Lévy, Paris 2001, ISBN 2-7021-3242-1